# Collare cervicale

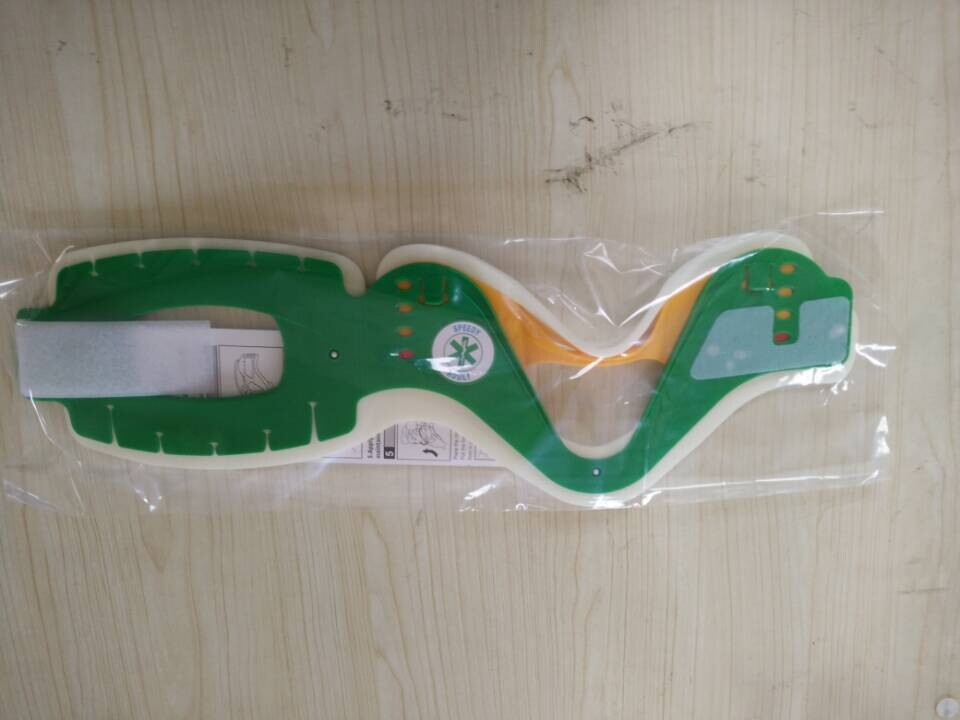
Collare aperto

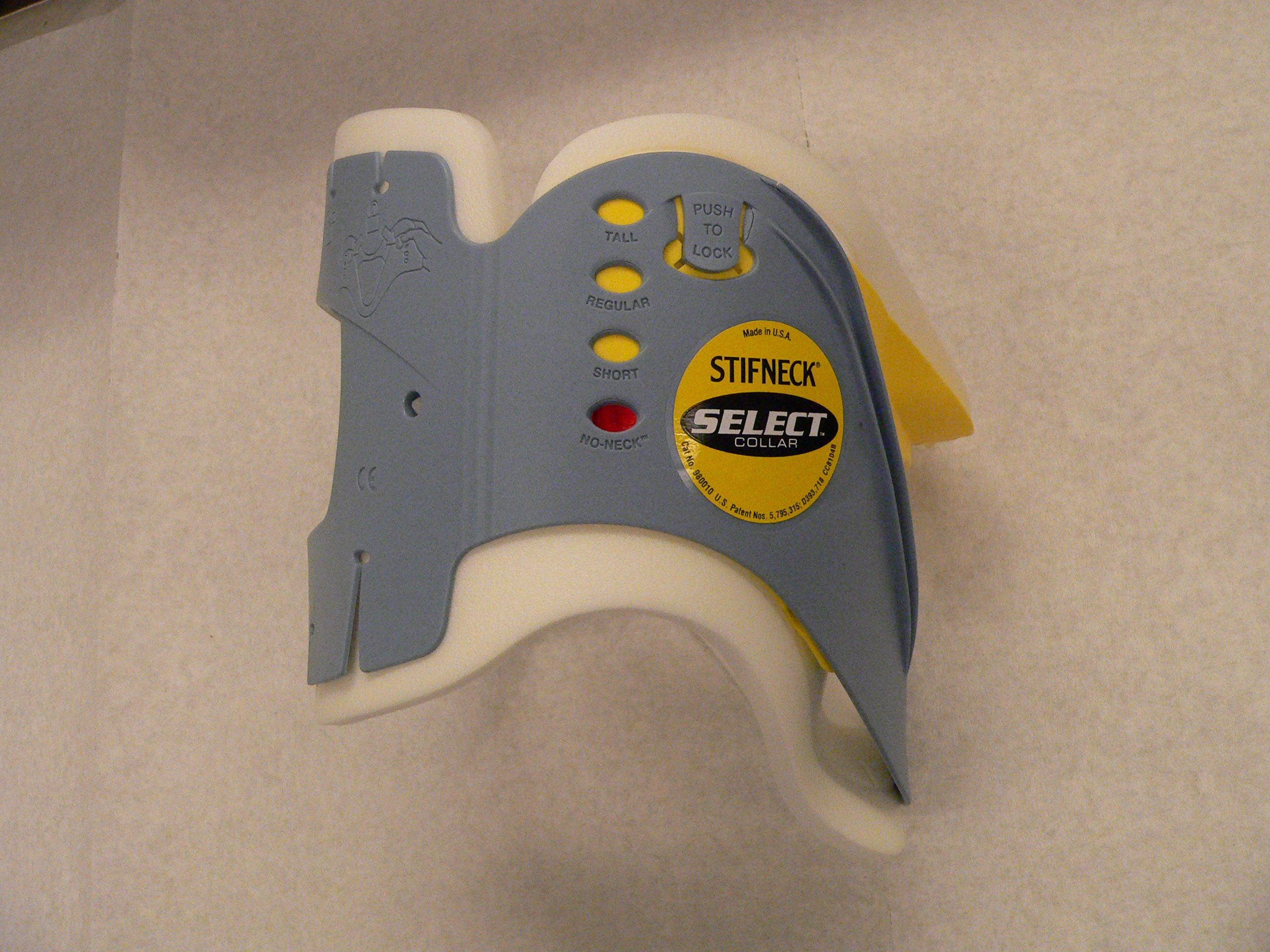
Collare chiuso

Il collare cervicale è un presidio medico impiegato per stabilizzare e limitare il movimento delle vertebre cervicali in caso di trauma con meccanismo della lesione con alto indice di sospetto per lesioni alla testa o alla colonna vertebrale.
L'importanza della protezione delle vertebre cervicali deriva dalla possibilità di morte o lesioni permanenti (paralisi) come conseguenza del danneggiamento del midollo spinale.

## Descrizione
I collari cervicali sono utilizzati sia nel soccorso extra-ospedaliero che a scopo terapeutico per prevenire la flessione, l'estensione o la rotazione cervicale. Sono utilizzati oltre che in tutti i casi in cui si sospetta un trauma, anche durante la cura di numerose patologie.
Esistono diversi tipi di collari cervicali. Quelli meno restrittivi, piuttosto soffici, sono di solito utilizzati per facilitare la transizione da un tipo più rigido verso la rimozione totale del collarino. Un collare rigido viene indossato per 24 ore al giorno fino a che la lesione non si è ricomposta.
Il tipo Halo o SOMI (Sterno-Occipital Mandibular Immobilization) viene impiegato per mantenere le vertebre cervicali in asse con il resto della colonna vertebrale e immobilizzare la testa, il collo e lo sterno, di solito dopo interventi chirurgici e per le fratture cervicali. Tali collarini sono i più restrittivi in termini di possibili movimenti, rigidi e scomodi tra tutti i tipi di dispositivi cervicali per la guarigione del paziente.

## Controindicazioni
Il collarino presenta tuttavia anche delle controindicazioni e degli effetti collaterali che devono essere tenuti presenti, soprattutto se vengono indossati per un periodo di tempo prolungato. Un collarino rigido su un paziente affetto da spondilite anchilosante in alcuni casi può provocare parestesia e tetraplegia. Inoltre i collarini rigidi possono aumentare la pressione del fluido cerebrospinale, ridurre il volume tidale e provocare disfagia. Il paziente deve rimanere sotto stretta osservazione.